# Malory Eagles
Malory Eagles – angielski klub siatkarski z Londynu. Założony został w 2009 roku. Obecnie zespół występuje w najwyższej klasie rozgrywek klubowych w Anglii - Super League.

## Historia
Klub Malory Eagles powstał w 2009 roku na skutek połączenia się klubów White Eagles Volleyball Club (założonego przez Polaków) i Malory Volleyball Club.

## Sukcesy
Mistrzostwa Anglii
- 1. miejsce (21x): 1985, 1988, 1989, 1990, 1991, 1992, 1993, 1994, 1995, 1996, 1997, 1999, 2000, 2001, 2002, 2003, 2004, 2005, 2006, 2008, 2010
- 2. miejsce (4x): 1998, 2007, 2022, 2023
- 3. miejsce (4x): 2009, 2013, 2020, 2025[1]

 Puchar Anglii
- 1. miejsce (16x): 1987, 1988, 1989, 1990, 1993, 1994, 1995, 1996, 1999, 2000, 2002, 2004, 2005, 2006, 2010, 2023